# أليسا دياز
أليسا دياز (بالإنجليزية: Alyssa Diaz)‏ مواليد 7 سبتمبر 1985 في لوس أنجلوس، كاليفورنيا، الولايات المتحدة، هي ممثلة أمريكية بدأت مسيرتها الفنية عام 2001.

## وصلات خارجية
- أليسا دياز على موقع IMDb (الإنجليزية)
- أليسا دياز على موقع ميتاكريتيك (الإنجليزية)
- أليسا دياز على موقع روتن توميتوز (الإنجليزية)
- أليسا دياز على موقع قاعدة بيانات الأفلام العربية
- أليسا دياز على موقع ألو سيني (الفرنسية)
- أليسا دياز على موقع أول موفي (الإنجليزية)
- أليسا دياز على موقع قاعدة بيانات الأفلام السويدية (السويدية)
- أليسا دياز على موقع قاعدة بيانات الفيلم (الإنجليزية)
- أليسا دياز على موقع ليتربوكسد (الإنجليزية)
- أليسا دياز على موقع كينوبويسك (الروسية)